# Liste der Bodendenkmäler in Surberg
Auf dieser Seite sind die Bodendenkmäler in der oberbayerischen Gemeinde Surberg zusammengestellt. Diese Tabelle ist eine Teilliste der Liste der Bodendenkmäler in Bayern. Grundlage ist die Bayerische Denkmalliste, die auf Basis des Bayerischen Denkmalschutzgesetzes vom 1. Oktober 1973 erstmals erstellt wurde und seither durch das Bayerische Landesamt für Denkmalpflege geführt wird. Die folgenden Angaben ersetzen nicht die rechtsverbindliche Auskunft der Denkmalschutzbehörde.

## Bodendenkmäler der Gemeinde

### Bodendenkmäler in der Gemarkung Surberg
| Lage                              | Objekt | Akten-Nr.     | Bild           |
| --------------------------------- | --- | ------------- | -------------- |
| Surberg Georgistraße 8 (Standort) | Untertägige mittelalterliche und frühneuzeitliche Befunde im Bereich der Katholischen Filialkirche St. Vitus und Anna in Ettendorf und ihrer Vorgängerbauten. Siehe auch: St. Vitus und Anna (Ettendorf), Ettendorf (Surberg) | D-1-8141-0258 | weitere Bilder |
| Surberg (Standort)                | Burgstall des hohen Mittelalters (castrum Surberch). Siehe auch: Mittelalter, Burg Surberg | D-1-8142-0154 |                |
| Surberg Kirchplatz 2 (Standort)   | Untertägige mittelalterliche und frühneuzeitliche Befunde im Bereich der Katholischen Pfarrkirche St. Georg in Surberg und ihrer Vorgängerbauten.                                                                             | D-1-8142-0225 | weitere Bilder |